# 比尔维耶斯特雷德尔皮纳尔
比尔维耶斯特雷德尔皮纳尔，是西班牙卡斯蒂利亚-莱昂布尔戈斯省的一个市镇。总面积34平方公里，总人口762人（2001年），人口密度22人/平方公里。